# Почётный ариец

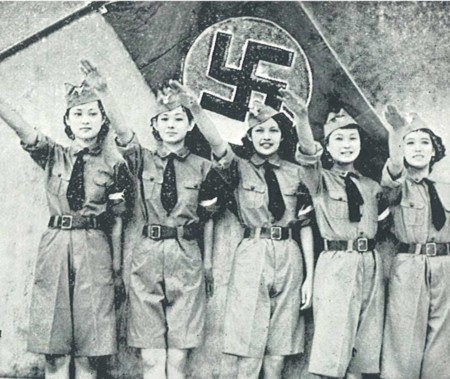
Японские танцовщицы приветствуют делегацию гитлерюгенда, 1938

«Почётный ариец» (нем. Ehrenarier, женский вариант: Ehrenarierin) — в нацистской Германии неформальное разговорное обозначение (в служебной документации не использовалось) статуса лица, которое не могло претендовать на право считаться «арийцем» по крови, но имело выдающиеся заслуги перед нацистским государством или Национал-социалистической немецкой рабочей партией (НСДАП).

## Защитный статус конкретных лиц
С формальной точки зрения, речь шла об «исключениях из правил» Нюрнбергских расовых законов в силу «особых заслуг», причём для конкретных лиц последствия исключений могли отличаться — в лучшем случае полное пренебрежение информацией о еврейском происхождении (Э. Морис) или легенда о том, что еврей-родитель не был биологическим предком (Э. Мильх, А. Винербергер, Х.Вильберг, Стефания фон Гогенлоэ), в худшем — лицо продолжало состоять на учёте как еврей или мишлинг, однако не имело других ограничений (передвижение, место жительства, защита от депортации).
Также были случаи, когда статус давался временно (как например в случае с Хеленой Майер).
Список «почётных арийцев» включал около 150 человек.
Статус был пожалован муфтию Иерусалима Амину аль-Хусейни за тесное сотрудничество с нацистской Германией.
2 июля 1938 года Софи, супруге композитора Франца Легара, по протекции Альберта Геринга или Йозефа Геббельса был предоставлен статус «почётной арийки». Звание «почётной арийки» не освобождало Софи от обязанности регулярно отмечаться в полиции и описать своё имущество как еврейское. Гестапо делало попытку её арестовать, и Легару пришлось спасать жену с помощью местного гауляйтера.

## Применение в «расовой теории» в широком смысле

### Японцы
Вопреки распространенным утверждениям, официальный статус «почетных арийцев» японцам в нацистской Германии никогда не присваивался. Современные исторические исследования характеризуют идею о присвоении такого статуса как миф, возникший из-за политической необходимости германо-японского союза, дипломатических заверений, призванных успокоить японскую сторону, и намеренной двусмысленности нацистского режима в расовых вопросах касательно союзников.
На практике нацистские расовые законы, включая Нюрнбергские, применялись к лицам японского происхождения, проживавшим в Германии (в том числе к официально признаваемому понятию «японских мишлингов»). Они сталкивались с дискриминацией в различных сферах, включая ограничения на брак, профессиональную деятельность и членство в организациях, хотя нацистские власти часто отрицали этот факт в общении с Японией во избежание дипломатических скандалов.
Тем не менее, используя противоречия и неопределенность нацистской расовой политики, а также апеллируя к союзническим отношениям, некоторым лицам японского происхождения удавалось путем индивидуальных прошений и переговоров с властями добиваться определенных уступок или исключений из правил. Однако это не отменяло их изначально неарийского статуса в глазах режима и не гарантировало защиту от произвола властей.
Посредником в таких вопросах выступало Немецко-японское общество (DJG), представители которого отстаивали идею о высоком расовом статусе японцев. В меморандуме, составленном Йоханом фон Леерсом, говорилось о необходимости исключить японцев из-под действия расовых законов. В мае 1935 года посол Японии Кинтомо Мусякодзи предупредил министра иностранных дел Германии Константина фон Нойрата, что принятие дискриминационных законов повредит взаимоотношениям двух стран. В результате формулировки Нюрнбергских законов были направлены конкретно против евреев. Министерство пропаганды в 1937 году предписывало прессе воздерживаться от использования термина "цветные", чтобы избежать недовольства японцев.

### Славяне
Гитлеровская концепция «арийской расы господ» («Herrenvolk») исключала из этой расы подавляющее большинство славян, поскольку считалось, что славяне испытывают опасное еврейское и азиатское влияние. По этой причине нацисты объявили славян «недочеловеками» («Untermenschen»).